# Szandra Szalay
Szandra Szalay (* 30. Juli 1989 in Tatabánya) ist eine ehemalige ungarische Triathletin. Sie ist Vizeweltmeisterin Aquathlon (2010).

## Werdegang
Szalay besuchte in Tatabánya die Grundschule Váci Mihály Általános Iskola und die Oberschule Péch Antal Műszaki Szakközépiskola és Gimnázium.
Seit 2006 gehört Szalay dem Club ORTRI aus Oroszlány an, einem Nachbarort ihrer Heimatstadt Tatabánya. Ihr Trainer ist Licskó Csaba. Zusammen mit Zsófia Tóth, die bis 2008 ebenfalls für ORTRI an den Start ging, und Zsófia Kovács galt Szandra Szalay als eine der großen ungarischen Olympiahoffnungen für London 2012.
2007 nahm Sandra Scala an ihren ersten ITU-Wettkämpfen teil und gewann den Junioren-Europacup in Tiszaújváros, so wie auch 2008, als sie die Silbermedaille bei den Junioren-Europameisterschaften gewann. Im Mai 2007 wurde sie auch Sechste bei der Junioren-Duathlon-Weltmeisterschaft.
2010 wurde sie im September Aquathlon-Vizeweltmeisterin. In diesem Jahr war sie auch Dritte der ungarischen Ranglista, einer Art Nationalmeisterschafts-Serie.
2011 und 2012 startete Szalay auch in der deutschen Bundesliga und vertrat dabei den Verein EJOT Team TV Buschhütten. Seit 2013 tritt sie nicht mehr international in Erscheinung.

## Sportliche Erfolge
| Datum         | Rang | Wettbewerb                                       | Austragungsort    | Zeit     | Bemerkung                                   |
| ------------- | ---- | ------------------------------------------------ | ----------------- | -------- | ------------------------------------------- |
| 10. Aug. 2013 | 15   | ITU Triathlon World Cup                          | Tiszaujvaros      | 01:03:31 | Sprint-Diatnz                               |
| 28. Aug. 2010 | 12   | ETU Triathlon European Championship U23          | Vila Nova de Gaia | 02:20:26 | U23-Europameisterschaft, olympische Distanz |
| 20. Juni 2009 | 7    | ETU Triathlon European Championship U23          | Tarzo Revine      | 02:09:34 | U23-Europameisterschaft                     |
| 29. Juni 2007 | 15   | ETU Triathlon European Championship Junior Women | Kopenhagen        | 01:03:20 | Junioren-Europameisterschaft                |

| Datum        | Rang | Wettbewerb                                      | Austragungsort | Zeit     | Bemerkung                                                                                              |
| ------------ | ---- | ----------------------------------------------- | -------------- | -------- | --- |
| 24. Mai 2008 | 2    | ETU Duathlon European Championship Junior Women | Serres         | 01:05:13 | Silber und damit Vizeeuropameisterin bei den Junioren (5 km Laufen, 20 km Radfahren und 2,5 km Laufen) |
| 19. Mai 2007 | 6    | ITU Duathlon World Championship Junior Women    | Győr           | 01:00:12 | Junioren-Duathlon-Weltmeisterschaft                                                                    |

| Datum        | Rang | Wettbewerb                        | Austragungsort | Zeit     | Bemerkung                   |
| ------------ | ---- | --------------------------------- | -------------- | -------- | --------------------------- |
| 8. Sep. 2010 | 2    | ITU Aquathlon World Championships | Budapest       | 00:23:02 | Aquathlon-Vizeweltmeisterin |

(DNF – Did Not Finish)